# Puglia
Puglia (phát âm tiếng Ý: [ˈpuʎʎa]; tiếng Napoli: Pùglia [ˈpuʝːə]; tiếng Albania: Pulia; tiếng Hy Lạp cổ: Ἀπουλία, Apoulia) là một vùng nằm ở Nam Ý giáp với biển Adriatic về phía đông, biển Ionia về phía đông nam, eo biển Òtranto và vịnh Taranto về phía nam. Phần bán đảo miền nam, gọi là bán đảo Salento, tạo thành phần gót của chiếc "ủng" Ý. Vùng này rộng 19.345 kilômét vuông (7.469 dặm vuông Anh), và dân số là 4 triệu người.
Nó giáp với vùng Molise về phía bắc, Campania về phía tây, và Basilicata về phía tây nam. Qua các biển Adriatic và Ionia, nó đối diện với Albania, Bosna và Hercegovina, Croatia, Hy Lạp, và Montenegro. Thủ phủ vùng là Bari.

## Địa lý

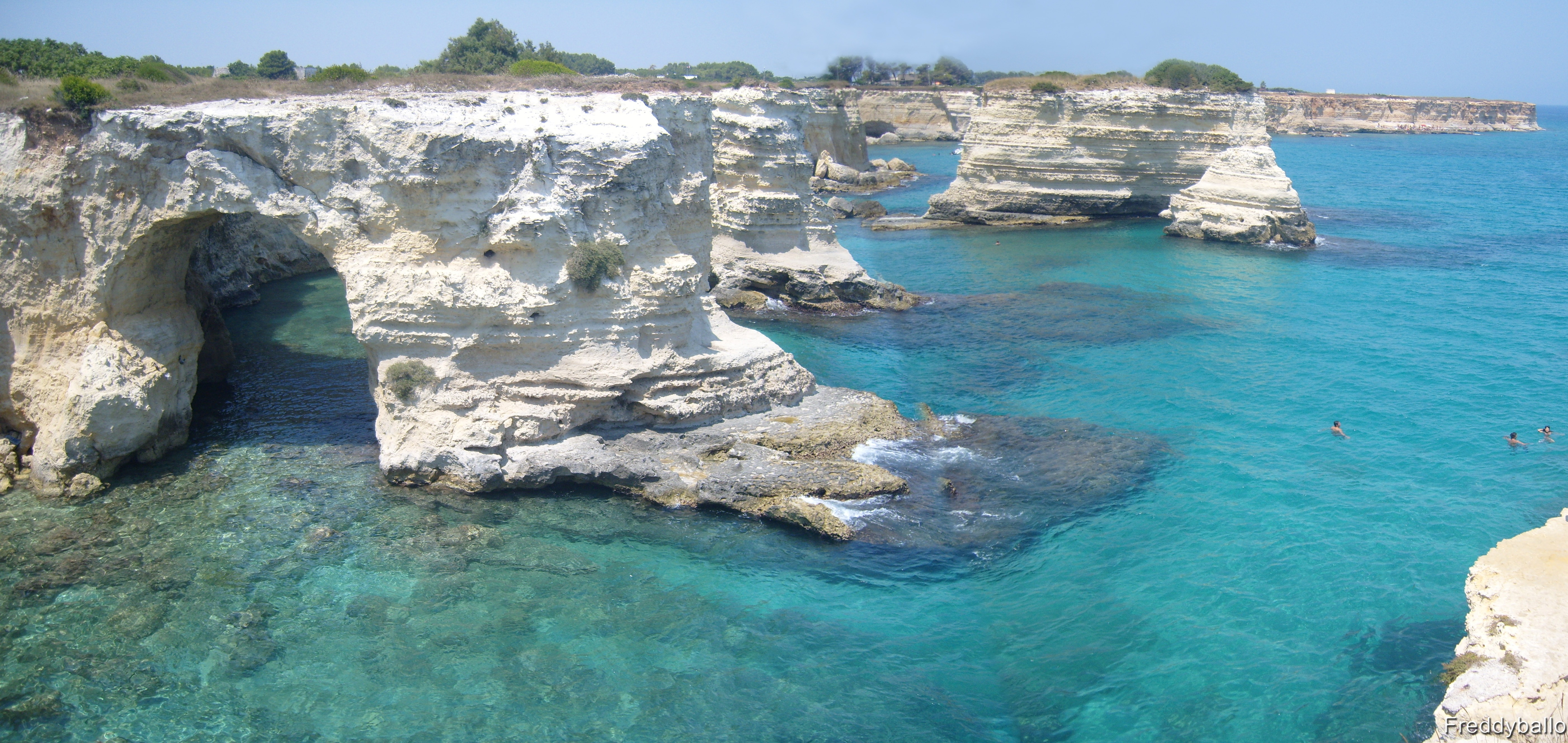
Torre Sant'Andrea, Salento

Đường bờ biển của Apulia dài hơn bất kỳ vùng nào ở nước Ý lục địa, mũi đất Gargano hướng về biển Adriatic còn ở miền nam, bán đảo Salento bằng phẳng và khô cằn tạo nên phần "gót" của chiến "ủng" Ý.
Tại Apulia có vườn quốc gia, Alta Murgia và Gargano.

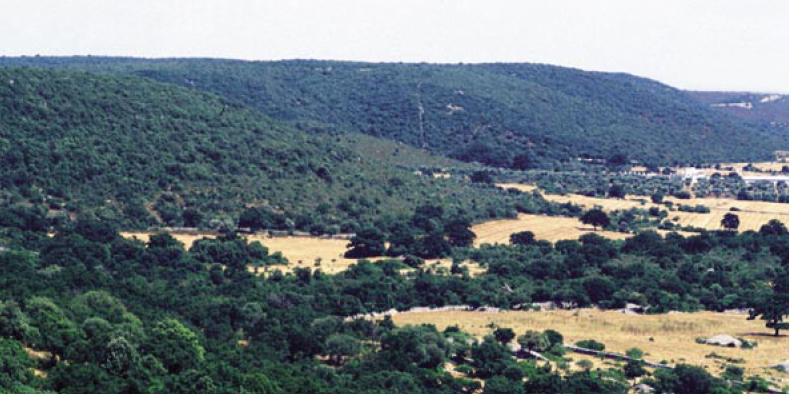
Khung cảnh cao nguyên Murge

## Chính phủ và chính trị
Từ 1 tháng 6 năm 2015, cựu thẩm phán và cựu thị trưởng Bari Michele Emiliano của Đảng Dân chủ đảm nhận nhiệm vụ thủ hiến.

### Hành chính
Puglia được chia thành năm tỉnh và một thành phố đô thị:
| Đơn vị hành chính          | Diện tích (km²) | Dân số    | Mật độ |
| -------------------------- | --------------- | --------- | ------ |
| Thành phố Đô thị Bari      | 3.821           | 1.256.821 | 328,9  |
| Tỉnh Barletta-Andria-Trani | 1.543           | 392.237   | 254,2  |
| Tỉnh Brindisi              | 1.839           | 402.973   | 219,1  |
| Tỉnh Foggia                | 6.960           | 641.000   | 92,0   |
| Tỉnh Lecce                 | 2.759           | 812.690   | 294,5  |
| Tỉnh Taranto               | 2.437           | 580.497   | 238,2  |